# 訃報 1976年11月
訃報 1976年11月（ふほう 1976ねん11がつ）では、1976年（昭和51年）11月中に物故した、又は物故が報じられた人物についてまとめる。

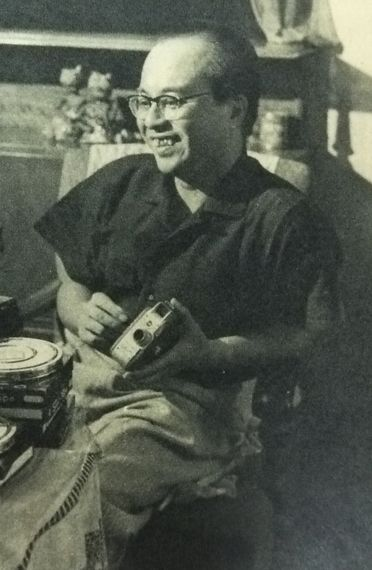
南部正太郎 / 11月5日没

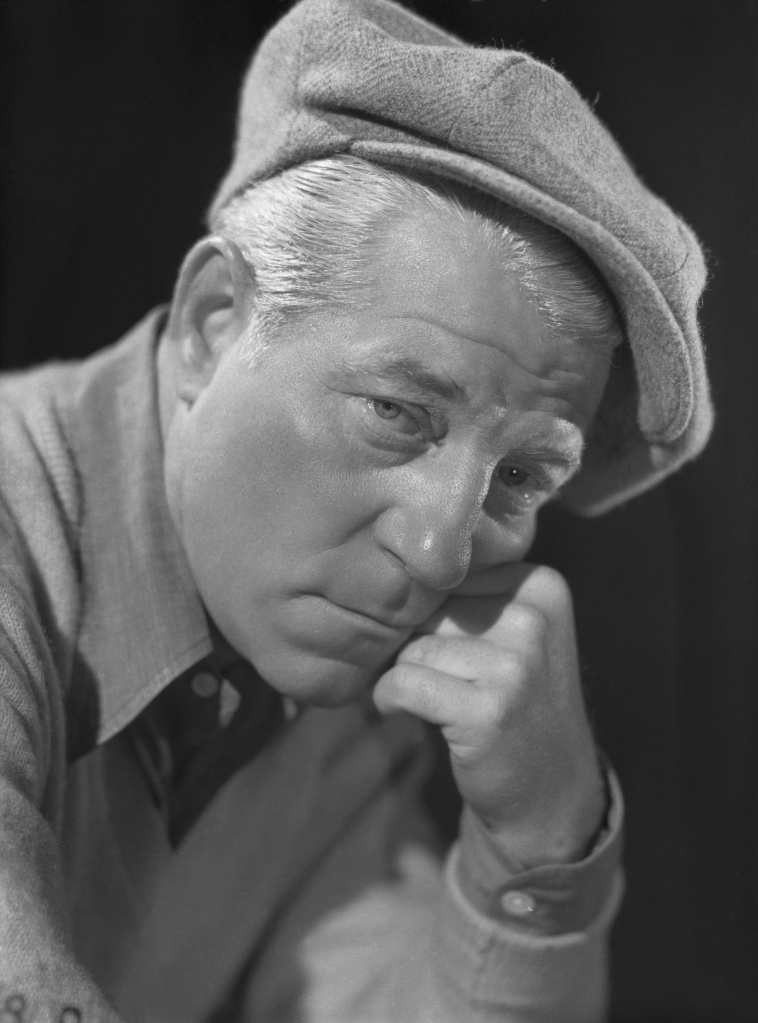
ジャン・ギャバン / 11月15日没

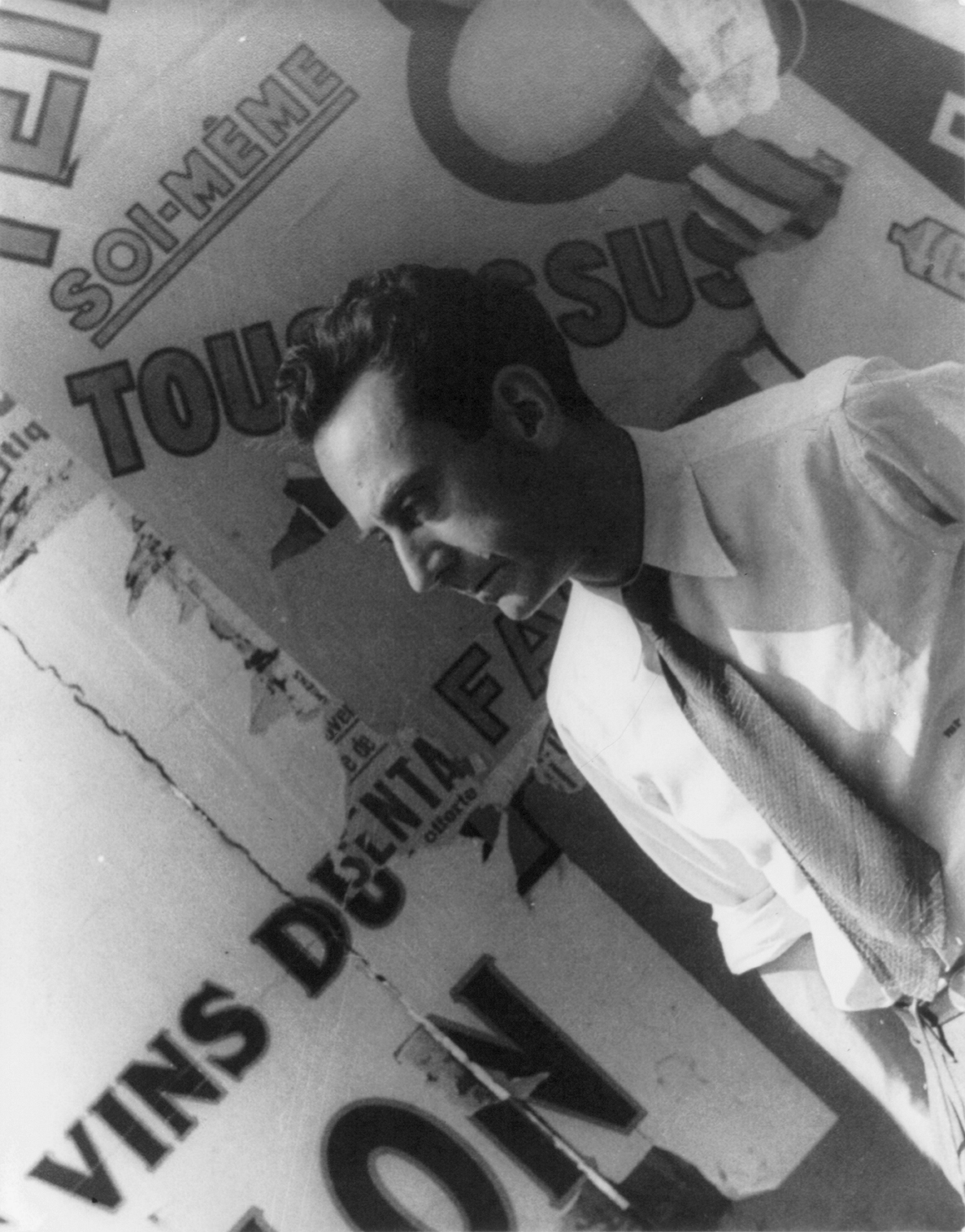
マン・レイ / 11月18日没

## （1日 - 15日）
- 11月3日 - 瀬川菊之丞 (6代目) 、歌舞伎役者（* 1907年）
- 11月5日 - ヴィリー・ヘニッヒ、動物学者（* 1913年）
- 11月5日 - 南部正太郎、漫画家（* 1918年）
- 11月5日 - 今泉忠義、国語学者・國學院大學名誉教授（* 1900年）
- 11月6日 - 松本武雄、男子テニス選手・指導者（* 1914年）
- 11月6日 - 浅見與七、園芸学者（* 1894年）
- 11月7日 - 松本恵子、翻訳家・推理作家・エッセイスト（* 1891年）
- 11月8日 - 浜口巌根、日本長期信用銀行頭取（* 1897年）
- 11月8日 - 松浦永次郎、海軍軍人（* 1889年）
- 11月9日 - ロジーナ・レヴィーン、ピアニスト・ピアノ教師（* 1880年）
- 11月10日 - 木村斯光、日本画家（* 1895年）
- 11月11日 - アレクサンダー・カルダー、彫刻家（* 1898年）
- 11月12日 - ウォルター・ピストン、作曲家（* 1894年）
- 11月13日 - 上田穣、天文学者（* 1892年）
- 11月15日 - ジャン・ギャバン、俳優（* 1904年）

## （16日 - 30日）
- 11月16日 - 河本にわ、長寿世界一（* 1863年）
- 11月17日 - 渡辺寧、電気工学者（* 1896年）
- 11月17日 - 鶴見清彦、官僚・外交官（* 1917年）
- 11月18日 - マン・レイ、写真家（* 1890年）
- 11月18日 - 北條誠、小説家・劇作家（* 1918年）
- 11月19日 - 高橋吉雄、元プロ野球選手（* 1908年）
- 11月20日 - トロフィム・ルイセンコ、農学者（* 1898年）
- 11月20日 - 笹本寅、作家（* 1902年）
- 11月20日 - 駒井哲郎、版画家（* 1920年）
- 11月22日 - 牧野忠永、越後長岡藩牧野家の第16代当主（* 1911年）
- 11月23日 - アンドレ・マルロー、小説家・政治家（* 1901年）
- 11月25日 - 小林千代子、流行歌歌手・声楽家（* 1910年）
- 11月27日 - 城昌幸、小説家・詩人（* 1904年）
- 11月28日 - ロザリンド・ラッセル、女優（* 1907年）
- 11月30日 - 椎名六郎、図書館学者（* 1896年）